# منتخب مصر لكرة السلة للسيدات
منتخب مصر الوطني لكرة السلة للسيدات هو ممثل مصر الرسمي في المنافسات الدولية في كرة السلة للسيدات.